# Tiempo de amar (álbum)
Tiempo de Amar es un álbum de estudio de la boy band puertorriqueña Menudo, lanzado en 1996. Están presentes en el álbum los integrantes: Abel Talamántez, Alexis Grullón, Andy Blázquez y los nuevos miembros Didier Hernández, de Cuba, y Anthony Galindo, de Venezuela. Didier y Anthony reemplazaron a Ashley Ruiz y Ricky López, quienes decidieron dejar el grupo.
Este fue el último álbum grabado bajo el nombre Menudo. El creador, Edgardo Díaz, había vendido el nombre a una empresa panameña, por lo que el nombre del grupo fue cambiado a MDO.

## Recepción crítica
En cuanto a las reseñas de los críticos especializados en música, la recepción fue favorable, y algunos críticos señalaron que el repertorio representaba una madurez de los trabajos anteriores del quinteto.
el crítico de la obra Billboard afirmó que las melodías eran cautivadoras, y destacó las letras románticas y las armonías vocales. Señaló que "Más Y Más", con un ritmo animado de pop/dance, "Buscando Un Amor", con influencias de reggae, y la balada "Tiempo De Amar" deberían agradar especialmente al público femenino preadolescente.

## Desempeño comercial
El álbum produjo dos éxitos en las radios para el grupo, a saber: la canción "No Entiendo" alcanzó la posición número 9 en la lista de éxitos musicales Latin Pop Airplay de la revista Billboard, donde permaneció durante nueve semanas consecutivas. El sencillo "Dónde Está Tu Amor" repitió el mismo logro, alcanzó la posición número 9, y permaneció ocho semanas en la lista.
El álbum tuvo éxito comercial en Colombia luego de una breve pausa del grupo en el país.

## Lista de canciones
| N.º | Título                               | Escritor(es)                                                | Singer(s)        | Duración |  |
| 1.  | «Where Is Your Love»                 | Alejandro Jaén                                              | Alexis Grullón   | 4:42     |  |
| 2.  | «I Will Love You»                    | Alejandro Jaén                                              | Alexis Grullón   | 3:33     |  |
| 3.  | «Time to Love»                       | Remi Palacios, Joe B. Jacob                                 | Didier Hernández | 4:24     |  |
| 4.  | «I Don't Understand»                 | Gustavo Márquez                                             | Didier Hernández | 3:09     |  |
| 5.  | «I Came to Ask for Your Forgiveness» | Juan Gabriel                                                | Alexis Grullón   | 4:38     |  |
| 6.  | «Looking for a Love»                 | Alejandro Jaén, William Paz                                 | Abel Talamántez  | 3:24     |  |
| 7.  | «Kiss Me»                            | Alejandro Jaén, William Paz                                 | Andy Blázquez    | 3:37     |  |
| 8.  | «Just You and Me»                    | Alejandro Jaén, William Paz                                 | Andy Blázquez    | 3:32     |  |
| 9.  | «More and More»                      | Fernando Osorio                                             | Anthony Galindo  | 3:21     |  |
| 10. | «Talk About Love (Crossover Love)»   | Fernando Osorio                                             | Didier Hernández | 4:12     |  |
| 11. | «A Beggar's Offering»                | Samuel Sosa, Chico Amaral; Spanish Version: Alejandro Jaén  | Anthony Galindo  | 3:28     |  |
| 12. | «I Am a Big Mess»                    | Samuel Sosa, Chico Amaral; Spanish Version: Andrés Blázquez | Abel Talamántez  | 3:03     |  |